# Wettingen
Wettingen (schweizerdeutsch ˈʋɛtːiɡə) ist eine Einwohnergemeinde im Schweizer Kanton Aargau. Sie gehört zum Bezirk Baden, liegt im mittleren Limmattal und grenzt unmittelbar an den Bezirkshauptort Baden. Mit über 21'000 Einwohnern ist Wettingen die drittbevölkerungsreichste Gemeinde des Aargaus.

## Geographie

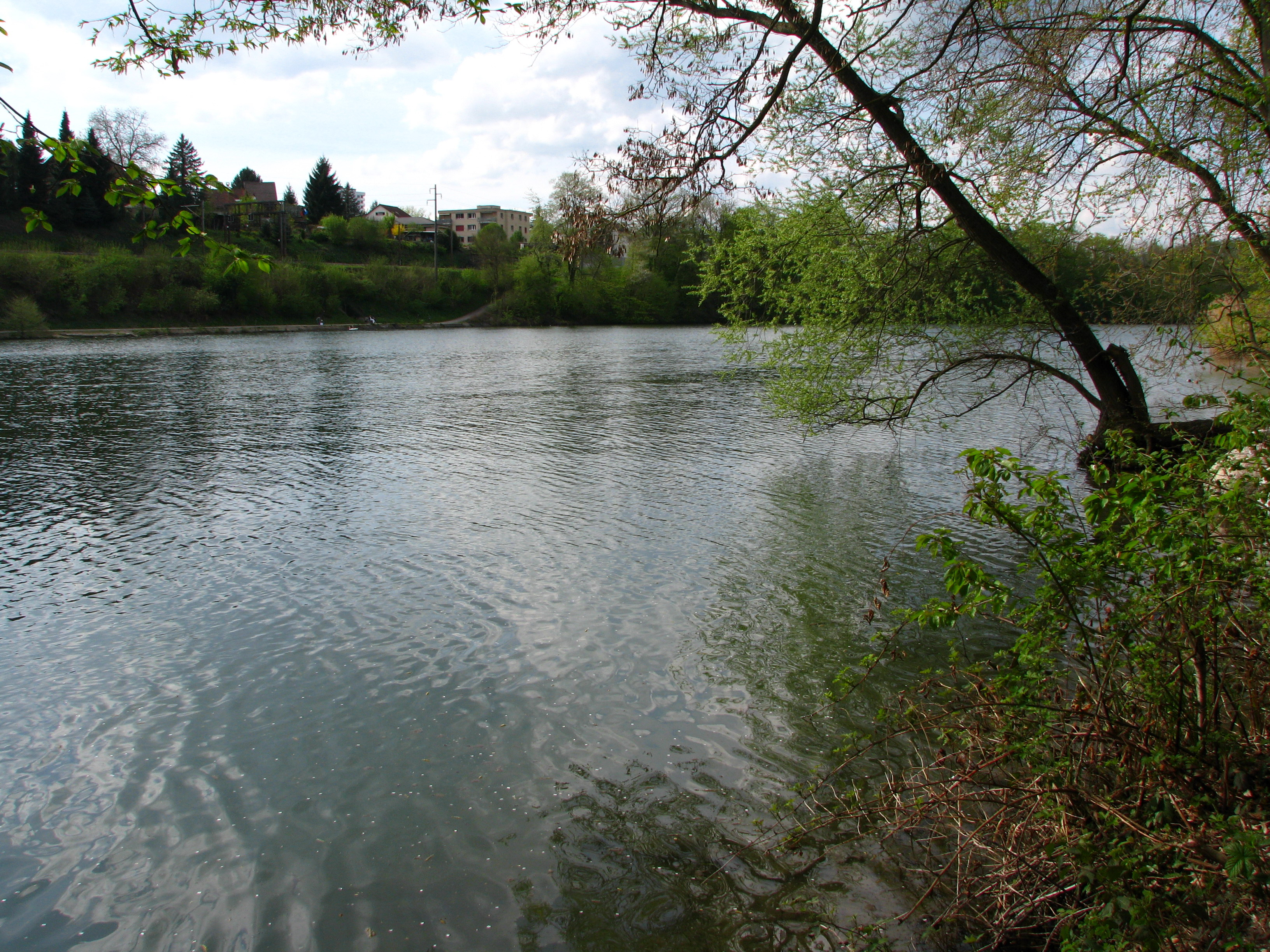
Die Limmat bei Wettingen und Neuenhof

Wettingen liegt am rechten Ufer der Limmat, unmittelbar vor der Klus von Baden. Den grössten Teil des Siedlungsgebiets bedeckt das Wettingerfeld, eine flache Schotterebene, die auf allen Seiten von natürlichen Grenzen umgeben ist: Im Westen und Süden vom Fluss, im Norden vom steilen Südhang der zum Faltenjura gehörenden Lägern (859 m ü. M.) und im Osten vom Sulperg (569 m ü. M.). Zwischen der Lägern und dem Sulperg liegt das nicht überbaute Eigital. An dessen westlichem Ende, im Nordosten des Wettingerfelds, befindet sich der alte, noch relativ gut erhaltene Dorfkern. Der Südhang der Lägern ist teilweise mit Reben bepflanzt (siehe dazu Weinbau in Wettingen). Der Dorfbach durchquert das Wettingerfeld und mündet schliesslich über den Gottesgraben in die Limmat. Er ist teilweise kanalisiert, teilweise eingetunnelt und teilweise renaturiert.
Die Fläche des Gemeindegebietes beträgt 1060 Hektaren, davon sind 406 Hektaren bewaldet und 423 Hektaren überbaut. Der höchste Punkt liegt auf 859 Metern auf dem Burghorn (einem Teil der Lägern), der tiefste auf 360 Metern an der Limmat. Nachbargemeinden sind Ennetbaden im Nordwesten, Ehrendingen im Norden, Niederweningen im Nordosten, Otelfingen im Osten, Würenlos im Südosten, Neuenhof im Süden und Baden im Westen.

## Geschichte
Auf dem Gemeindegebiet Wettingens wurden zwei Gräber aus der Jungsteinzeit gefunden. Zur Zeit der Römer bestand hier eine kleine Siedlung. Durch das Wettinger Feld führte die Römerstrasse von Vindonissa (Windisch) über Aquae Helveticae (Baden) nach Vitudurum (Oberwinterthur). Als einziger Überrest eines Isistempels blieb eine Inschrift erhalten, die heute in die katholische Kirche St. Sebastian eingemauert ist. Die ersten alamannischen Siedler liessen sich im Verlauf der ersten Siedlungswelle im 6. Jahrhundert am Standort der aufgegebenen römischen Siedlung nieder.
Die erste urkundliche Erwähnung von Wettingun erfolgte im Jahr 1045. Der Ortsname stammt aus dem Althochdeutschen und bedeutet «bei den Leuten des Wetti». Aus dieser Zeit ist auch die abweichende Form Wattingun bekannt, die auf die «Leute des Watto» hindeutet. Im frühen Mittelalter fand das Christentum Einzug in Wettingen. Dabei wurden die ersten Kirchen noch von Privatleuten, so genannten Kollatoren, gegründet. Als Gegenleistung konnten sie den Zehnten für sich in Anspruch nehmen. Wettingen gehörte lange zum frühen Thurgau und fiel mit dessen Aufteilung zum Zürichgau. Im Jahr 1173 starben die Grafen von Lenzburg aus, und ihre Gebiete gelangten in den Besitz der Grafen von Kyburg.
Freiherr Heinrich II. von Rapperswil kaufte nach 1220 Güter in Wettingen und das Patronatsrecht der Dorfkirche. Nachdem Heinrich während der Kreuzzüge auf wundersame Weise aus Seenot gerettet worden war, schenkte er seine Besitztümer in Wettingen der Reichsabtei Salem. Diese entsandte Mönche nach Wettingen, um in einer Flussschlaufe der Limmat eine neue Abtei zu gründen. Der 14. Oktober 1227 gilt als Gründungsdatum des Klosters Wettingen, das in der Folge zum wichtigsten Grundherrn in der Region aufstieg und ab dem 14. Jahrhundert auch die niedere Gerichtsbarkeit ausübte.

Historisches Luftbild von Werner Friedli von 1958

Als das Geschlecht der Kyburger ausstarb, gelangten ihre Besitztümer im Jahr 1273 an die Habsburger. 1415 eroberten die Eidgenossen den Aargau. Wettingen war nun Hauptort des gleichnamigen Amtes in der Grafschaft Baden, einer gemeinen Herrschaft. Während der Reformation bekannte sich ab dem 7. August 1529 zunächst der Dorfpfarrer Jakob Leu zur neuen Konfession, einen Tag später der Abt Georg Müller mit der Mehrzahl der damaligen Mönche. Auch die Mehrheit der Dorfbevölkerung trat über, wurde aber – ebenso wie das Kloster – nach dem Zweiten Kappelerkrieg von 1531 rekatholisiert. 1633 kam in der Nähe des Klosters ein römischer Silberschatz mit acht Gefässen und zahlreichen Münzen aus dem 3. Jahrhundert zum Vorschein. Die Abgesandten der Tagsatzung in Baden teilten den Schatz unter sich auf, der Zürcher Standesherr H. Witz liess aber die Funde vor dem Einschmelzen aufzeichnen.

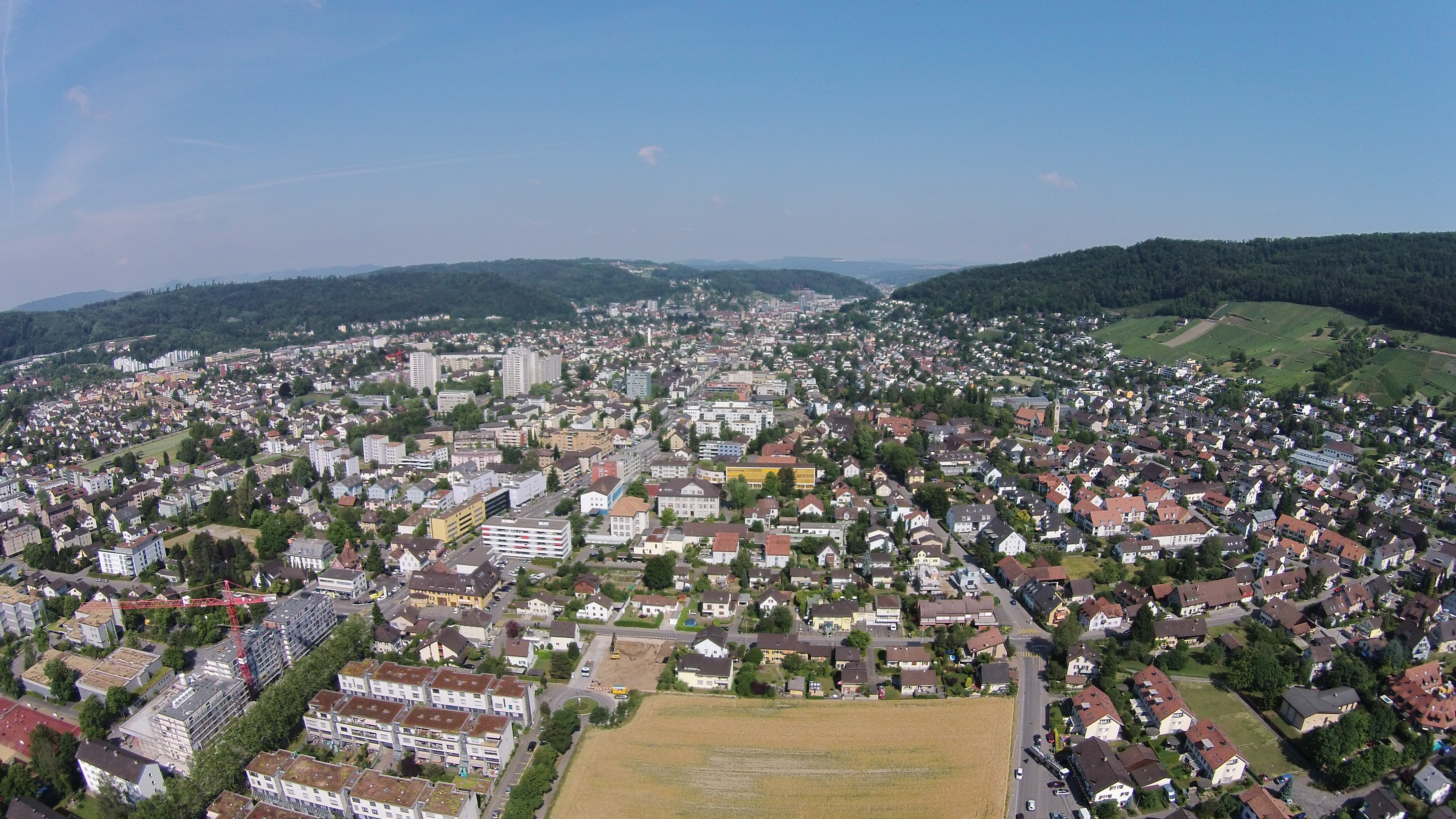
Wettingen vom Langäcker aus Blickrichtung Baden

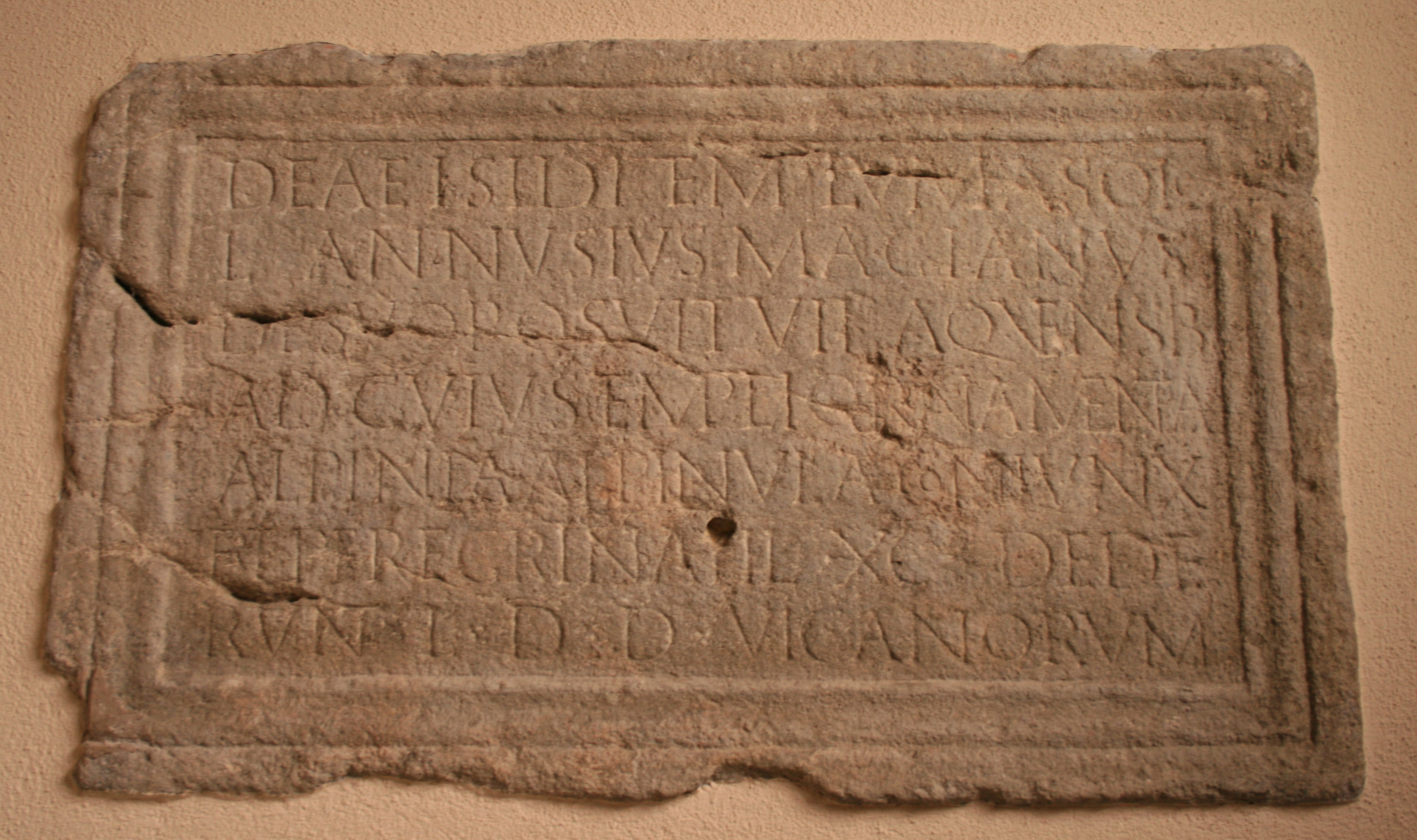
Platte des Isistempels in der Pfarrkirche St. Sebastian

Während des Zweiten Villmergerkrieges von 1712 war das Dorf von Zürcher und Berner Truppen besetzt, die vom Wettingerfeld aus die Badener Festung Stein beschossen. Im März 1798 nahmen die Franzosen die Schweiz ein und riefen die Helvetische Republik aus. Wettingen war zunächst eine Gemeinde im kurzlebigen Kanton Baden. In diesem und im nachfolgenden Jahr zogen nacheinander französische, österreichische und russische Truppen durch das Dorf und hielten sich auf Kosten der Bewohner schadlos. Seit 1803 gehört die Gemeinde zum Kanton Aargau.
Als Reaktion auf bewaffnete Aufstände nach der Verhaftung des Bünzer Komitees beschloss der Grosse Rat am 13. Januar 1841 die Aufhebung aller aargauischen Klöster, so auch des Klosters Wettingen, wodurch er den Aargauer Klosterstreit auslöste. Die Mönche erhielten 48 Stunden Zeit, um das Kloster zu verlassen, und bezogen schliesslich am 8. Juni 1854 die Reste des alten Benediktinerklosters Mehrerau in Bregenz (heute Territorialabtei Wettingen-Mehrerau). Alle Klostergüter gingen in Staatsbesitz über, und die umfangreichen Bestände der Klosterbibliothek überführte man in die Kantonsbibliothek in Aarau.
Wettingen war nun ein Bauerndorf mit dem 1847 eröffneten Lehrerseminar Wettingen in den Räumlichkeiten des ehemaligen Klosters. Die erste Eisenbahnlinie der Schweiz, die Spanisch-Brötli-Bahn, nahm ihren Betrieb am 9. August 1847 auf. Zunächst führte sie jedoch am linken Ufer der Limmat entlang, auf der anderen Flussseite. 1858 entstand neben dem ehemaligen Kloster eine Spinnerei. Auf Wunsch des Fabrikbesitzers verlegte die Schweizerische Nordostbahn das Trassee in diesem Abschnitt auf die rechte Seite der Limmat, und der Bahnhof Wettingen entstand 1876 an zentraler Lage zwischen Klosterbezirk und Dorf. Die Eröffnung der Nationalbahn nach Zofingen war am 6. September 1877, der Abschnitt nach Winterthur folgte einige Wochen später am 15. Oktober. Als Konkurrenz dazu war am 1. Oktober desselben Jahres die Bülach-Baden-Bahn eröffnet worden; diese wurde jedoch bereits am 18. Januar 1937 stillgelegt.
Nachdem 1891 im benachbarten Baden die BBC gegründet worden war, die in der Folge stark expandierte, wandelte sich Wettingen sehr rasch zu einem Arbeitervorort. Baden selbst hatte aufgrund der ungünstigen topographischen Lage wenig Platz für neue Siedlungen, und so zogen viele BBC-Arbeiter nach Wettingen, das im flachen Wettingerfeld noch weitläufige Baulandreserven aufwies. Die Bevölkerungsstruktur veränderte sich durch die jahrzehntelange Zuwanderung nachhaltig. Neben der katholischen Dorfbevölkerung kamen viele Reformierte nach Wettingen, ebenso Katholiken aus anderen Regionen der Schweiz und später auch aus dem Ausland. Dies führte zum Bau der reformierten Kirche Wettingen (1939) und der römisch-katholischen Pfarrkirche St. Anton (1954) sowie zu der Errichtung einer gleichnamigen Pfarrei. 1938 wurde das Elektrizitäts- und Wasserwerk Wettingen gegründet. 1939 nahm die BBC vom Kraftwerk Wettingen nach Zürich eine experimentelle Anlage zur Gleichstrom-Hochspannungsübertragung in Betrieb.
Bereits in der ersten Hälfte des 20. Jahrhunderts war Wettingen mit Baden zusammengewachsen. Ein erneuter Wachstumsschub folgte zwischen 1950 und 1960, als die Einwohnerzahl um über zwei Drittel anstieg und die letzten freien Flächen in der Mitte des Wettingerfelds überbaut wurden. 1967 erreichte die Einwohnerzahl mit 20'019 ihren vorläufigen Höchststand. Es gab auch Fremdenfeindlichkeit. Der Lehrer Arnold Sennhauser betrieb ab 1974 in Wettingen den Hauptsitz der kurzlebigen rechtsextremen Organisation Nationale Basis Schweiz. Bis 1990 sank die Bevölkerungszahl um fast zwölf Prozent, konnte sich dann aber bei rund 18'000 stabilisieren und stieg im Jahre 2010 wieder auf über 20'000. Im Jahr 1973 wurden der neue Friedhof und die Friedhofskirche Brunnenwiese eingeweiht. 1974 wurde das grosse Sport- und Erholungszentrum Tägerhard eröffnet, das mit seinem vielfältigen Angebot eine überregionale Bedeutung erlangte.

## Sehenswürdigkeiten
Kulturhistorisch am bedeutendsten ist das Kloster Wettingen, ein ehemaliges Zisterzienserkloster in einer Flussschlaufe der Limmat. In den Klostergebäuden ist heute die Kantonsschule Wettingen untergebracht. Besichtigt werden können die frühgotische Klosterkirche Maria Meerstern mit dem barockisierten Renaissance-Chorgestühl und der Kreuzgang mit dem Wettinger Jesuskind. Auch weitere kirchliche Gebäude sind sehenswert: Die spätbarocke Marienkapelle mit Kreuzweg auf dem Sulperg, die hochbarocke Kreuzkapelle am Ortsausgang Richtung Würenlos und die im Stil des Historismus erbaute katholische Pfarrkirche St. Sebastian mit Jugendstilanklängen, in deren Eingangsbereich eine römische Inschrift aus einem Isistempel eingemauert ist. Die katholische Pfarrkirche St. Anton, eine Betonhallenkirche mit Bildwandteppichen, ist ein Beispiel für den modernen Kirchenbau der 1950er Jahre.
Die Bedeutung Wettingens als Rebbauort wird an der Roten Trotte an der Rebbergstrasse sichtbar, die unter Denkmalschutz steht und auch heute noch als Trotte in Gebrauch ist. Ein Beispiel moderner Architektur ist das Gebäude der Bezirksschule, ein Frühwerk des Architekten Theo Hotz, das jedoch wegen erheblicher baulicher Mängel in den 1970er Jahren umgebaut werden musste. Ebenfalls sehenswert sind der Kulturweg Limmat mit zahlreichen zeitgenössischen Skulpturen, der Industriekulturpfad Wettingen–Windisch und die Holzbrücke Wettingen-Neuenhof. Die Walhalla ist eine kleine Höhle, die im 20. Jahrhundert aus einem Felsspalt gehauen wurde. Darüber hinaus bietet Wettingen eine Reihe von Wanderwegen.

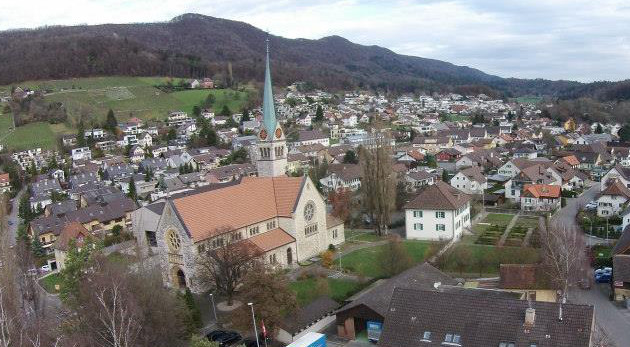
Kirche St. Sebastian
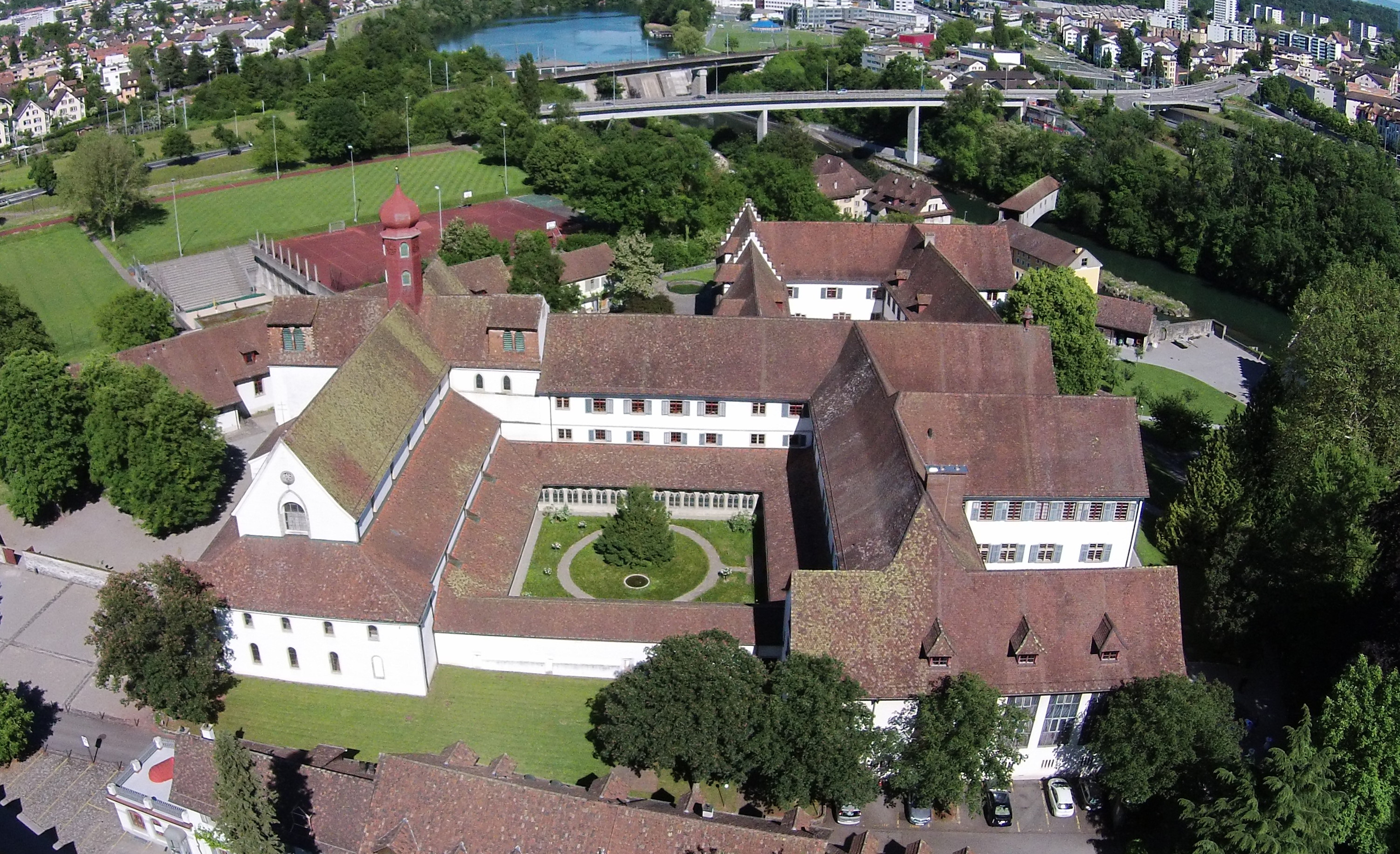
Kloster Wettingen
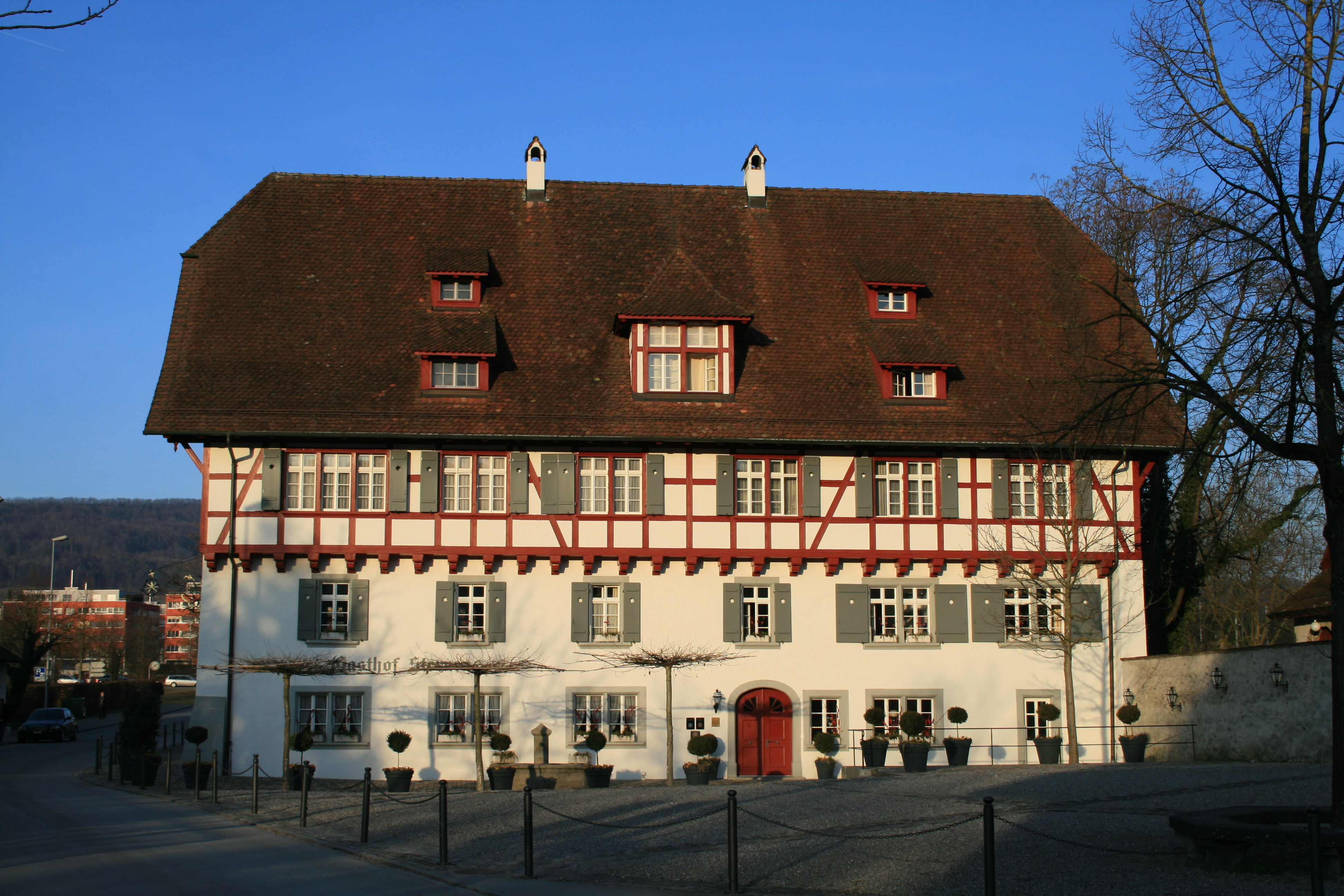
Gasthaus zum Sternen
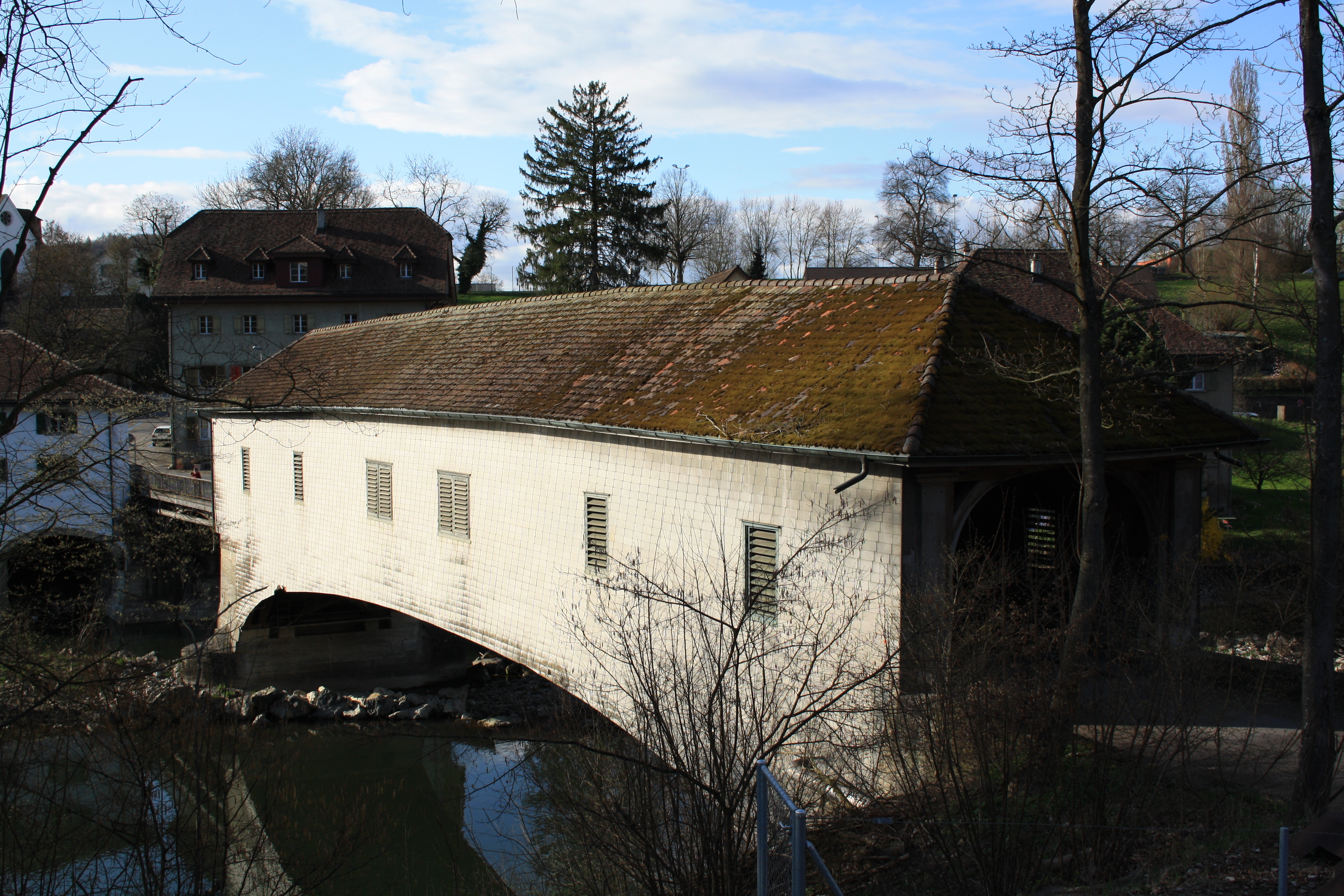
Alte Zollbrücke
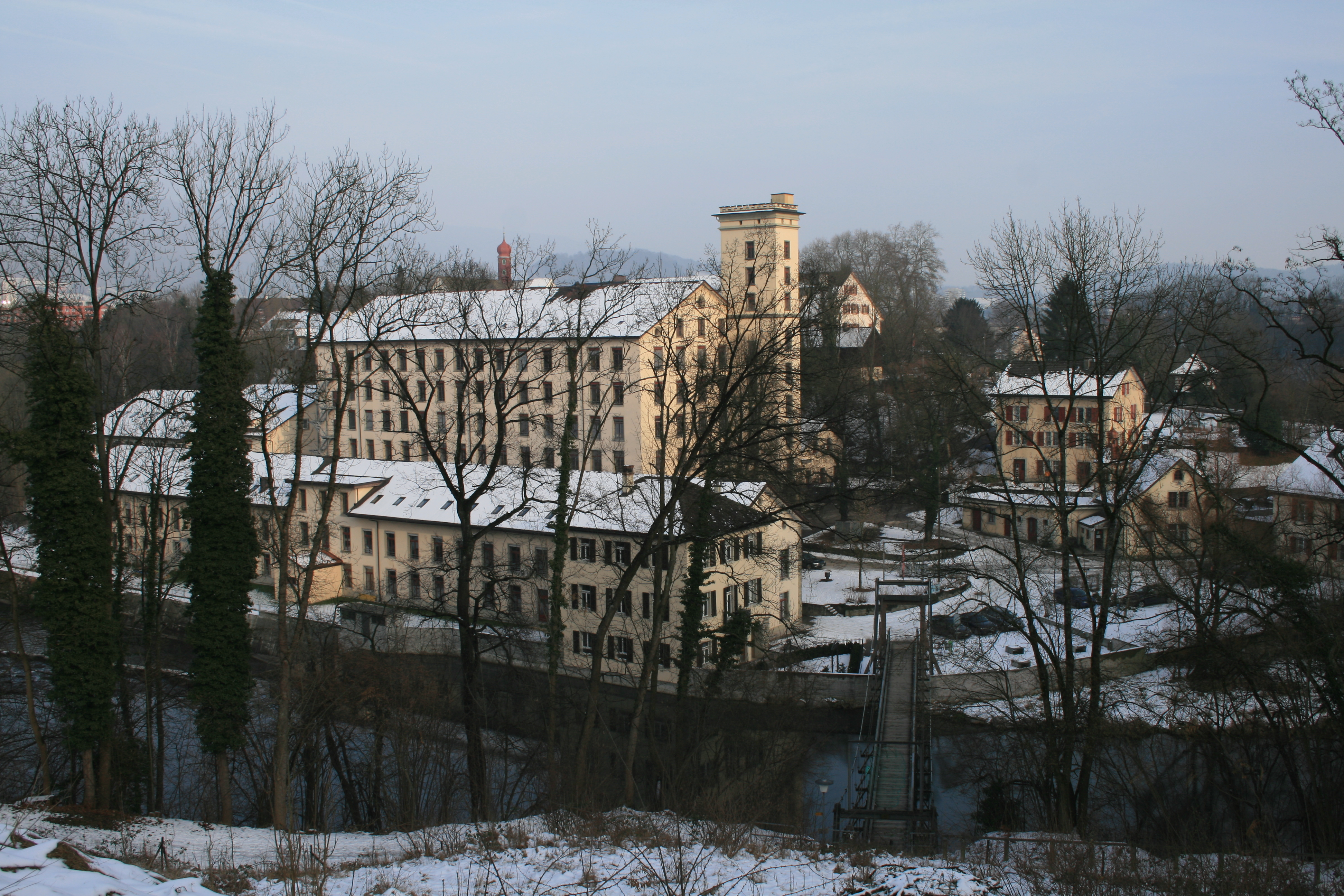
Alte Spinnerei
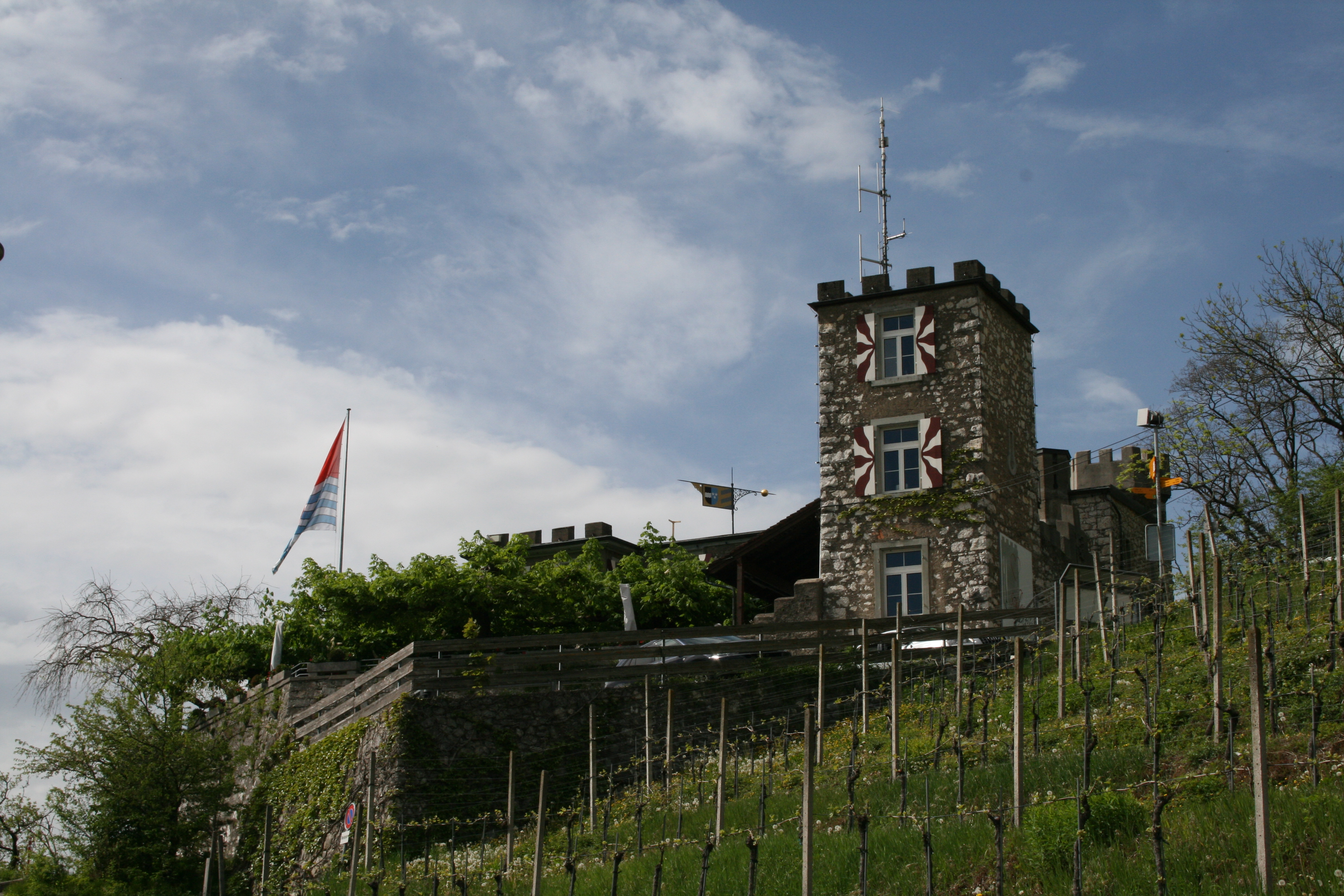
Schloss Schartenfels
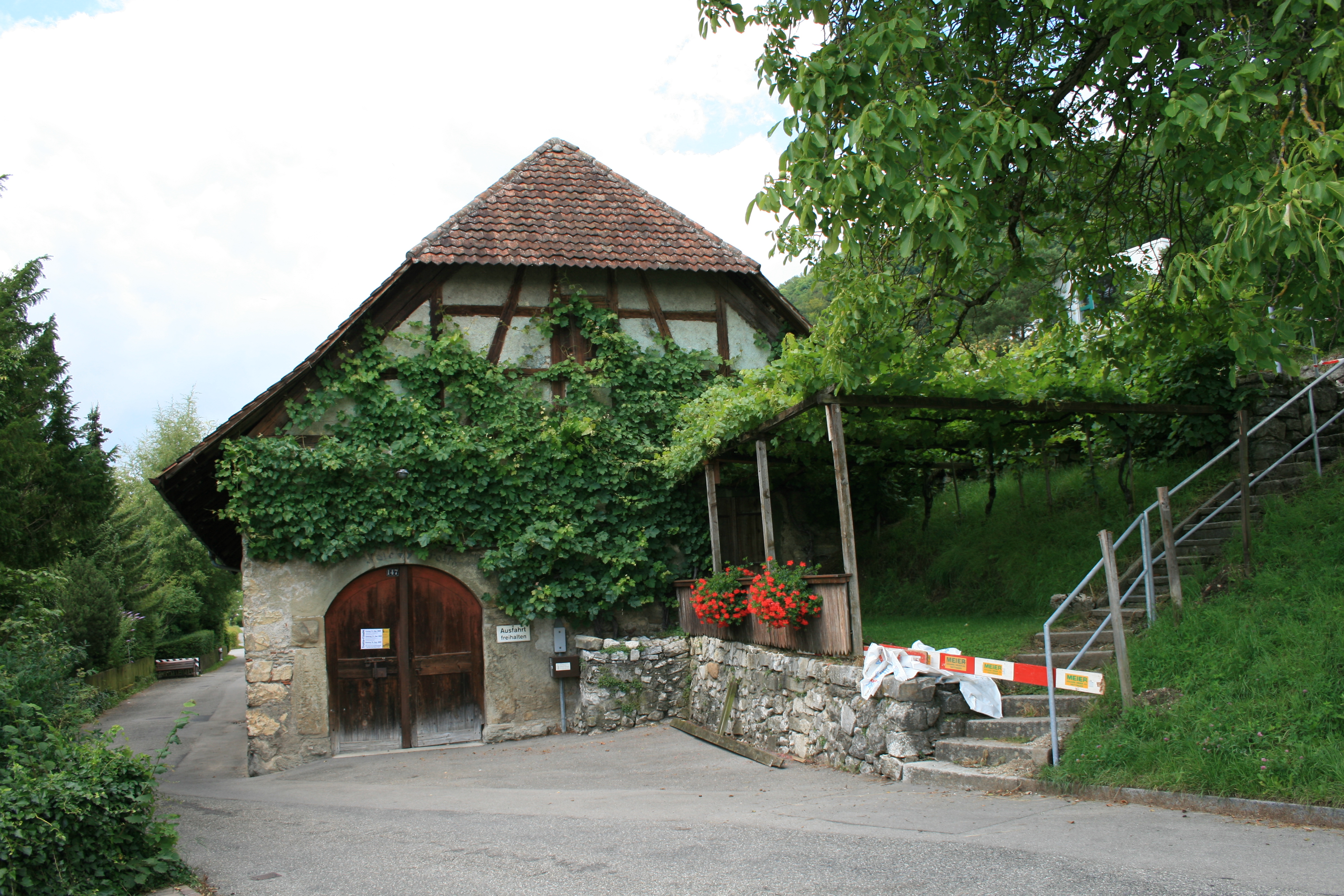
Rote Trotte

## Wappen
Die Blasonierung des Gemeindewappens lautet: «Im Wellenschnitt geteilt von Rot mit sechsstrahligem gelbem Stern, und von Weiss mit drei blauen Wellen.» Das erste, auf dem Siegel von 1827 abgebildete Wappen zeigt den an einen Baum gebundenen und von Pfeilen getroffenen Heiligen Sebastian. Wenige Jahre später wurde es durch ein Wappen ersetzt, das einen Stern über einer gewellten Wasserfläche zeigte. Die heute gültige Form, die dem Wappen des Klosters Wettingen entspricht und 1667 auf der Karte des Kantons Zürich abgebildet war, wurde 1957 eingeführt.

## Bevölkerung
Die Einwohnerzahlen entwickelten sich wie folgt:
| Jahr      | 1798 | 1850 | 1900 | 1930 | 1950   | 1960   | 1970   | 1980   | 1990   | 2000   | 2010   | 2020   |
| Einwohner | 721  | 1610 | 3128 | 8505 | 11'667 | 17'613 | 19'900 | 18'377 | 17'706 | 17'870 | 20'134 | 21'099 |

Am 31. Dezember 2023 lebten 21'479 Menschen in Wettingen, der Ausländeranteil betrug 29,7 %. Bei der Volkszählung 2015 bezeichneten sich 40,3 % als römisch-katholisch und 17,8 % als reformiert; 41,9 % waren konfessionslos oder gehörten anderen Glaubensrichtungen an. 84,2 % gaben bei der Volkszählung 2000 Deutsch als ihre Hauptsprache an, 5,1 % Italienisch, 2,3 % Serbokroatisch, 1,1 % Spanisch, je 1,0 % Albanisch und Französisch, je 0,8 % Englisch und Portugiesisch sowie 0,6 % Türkisch.

## Politik und Recht

### Legislative
Anstelle einer in kleineren Gemeinden üblichen Gemeindeversammlung vertritt seit 1966 das von den Wettinger Stimmberechtigten gewählte Gemeindeparlament, der Einwohnerrat, die Anliegen der Bevölkerung. Er besteht aus 50 Mitgliedern, die für jeweils vier Jahre im Proporzwahlverfahren gewählt werden. Ihm obliegt das Genehmigen des Steuerfusses, des Voranschlages, der Jahresrechnung, des Geschäftsberichts und der Kredite. Ebenso erlässt er Reglemente und kontrolliert die Amtsführung der Exekutive. Die Einwohnerräte können parlamentarische Vorstösse (Motion, Postulat, Interpellation und kleine Anfrage) einreichen. Der Präsident des Einwohnerrates gilt als «höchster Wettinger».
Die rechts stehende Grafik zeigt die Sitzverteilung nach der Wahl vom 26. September 2021. Bei den sechs letzten Wahlen erzielten die Parteien folgende Sitzzahlen:
- WettiGrüen: 5
- SP: 9
- EVP: 3
- GLP: 8
- Mitte: 10
- FDP: 6
- SVP: 9

| Partei          | 2001 | 2005 | 2009 | 2013 | 2017 | 2021 |
| --------------- | ---- | ---- | ---- | ---- | ---- | ---- |
| Die Mitte / CVP | 14   | 15   | 14   | 12   | 12   | 10   |
| SVP             | 10   | 10   | 12   | 12   | 11   | 09   |
| SP              | 09   | 10   | 08   | 09   | 09   | 09   |
| glp             |      |      |      | 02   | 04   | 08   |
| FDP             | 07   | 07   | 07   | 07   | 07   | 06   |
| Wettigrüen      | 02   | 03   | 03   | 03   | 02   | 05   |
| EVP             | 04   | 03   | 03   | 03   | 03   | 03   |
| Forum 5430      | 03   | 02   | 02   | 01   | 02   |      |
| BDP             |      |      | 01   | 01   |      |      |
| SD              | 01   |      |      |      |      |      |

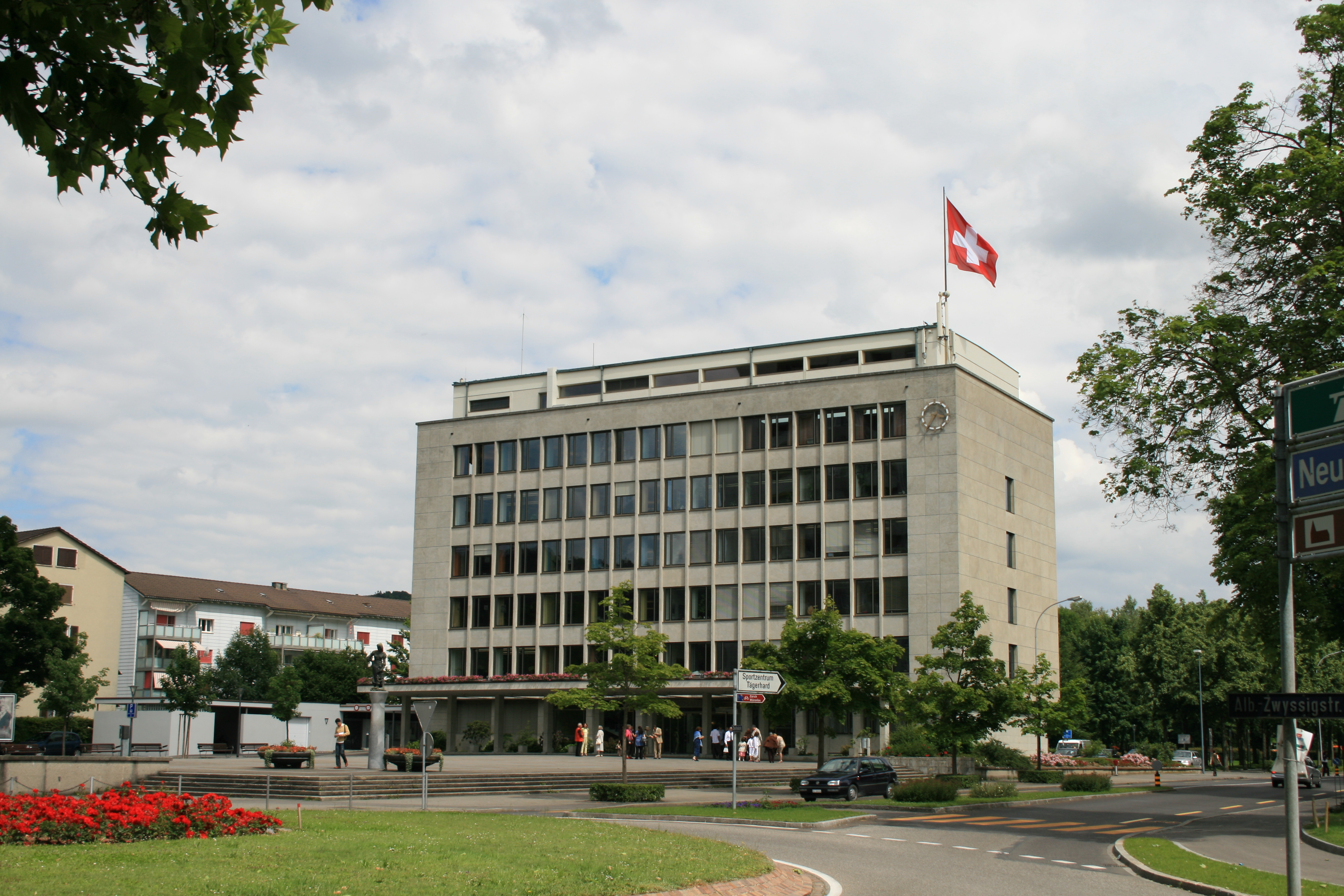
Rathaus

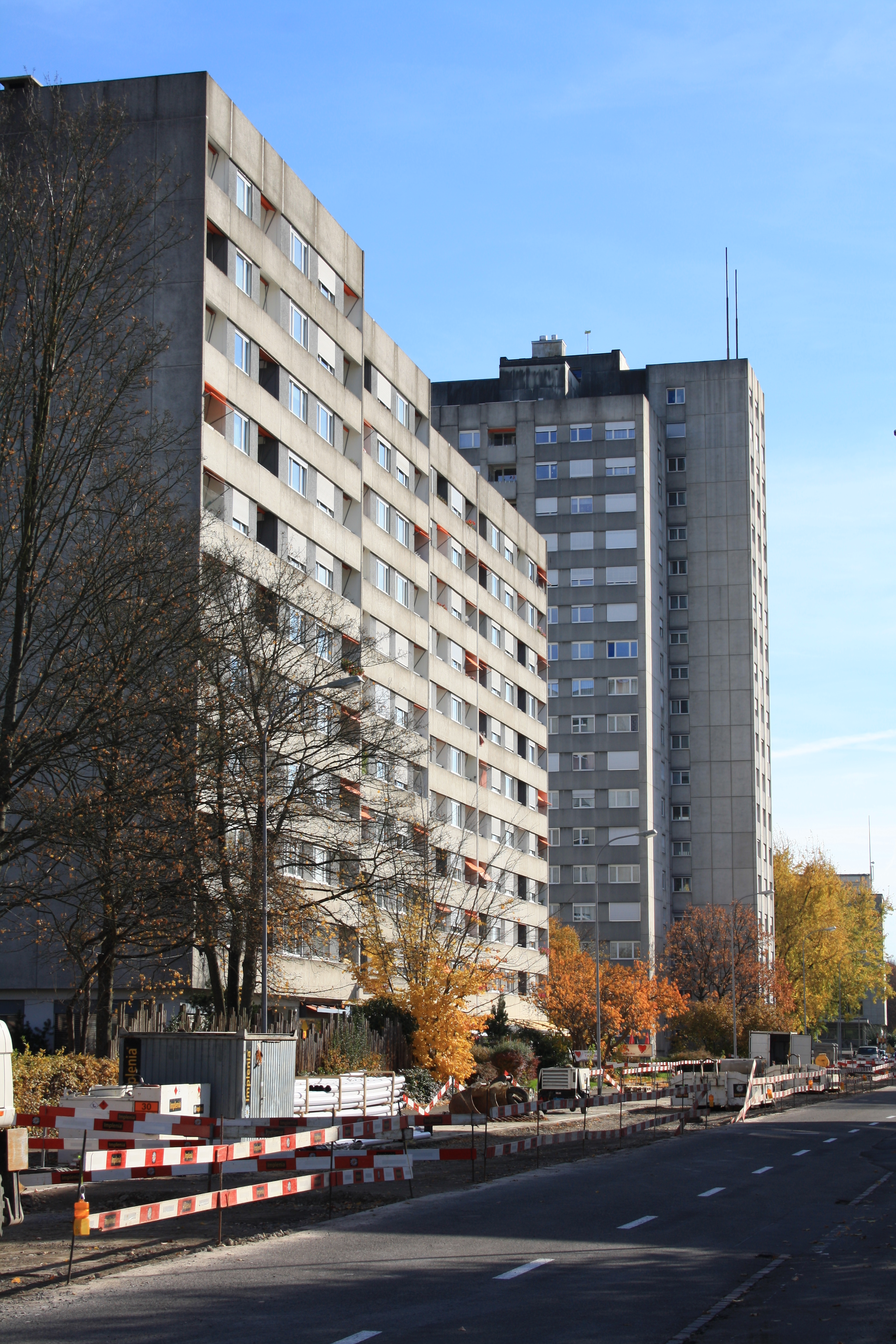
Zentralstrasse

Auch auf der Ebene der Einwohnergemeinde finden sich verschiedene Elemente der direkten Demokratie. So stehen der Bevölkerung fakultative und obligatorische Referenden sowie die Volksinitiative zu.

### Exekutive
Ausführende Behörde ist der siebenköpfige Gemeinderat. Er wird vom Volk für jeweils vier Jahre im Majorzverfahren gewählt. Der Gemeinderat führt und repräsentiert die Einwohnergemeinde. Dazu vollzieht er die Beschlüsse des Einwohnerrates und die Aufgaben, die ihm vom Kanton zugeteilt wurden. Als Vorsteher der Exekutive übt der Gemeindeammann seine Tätigkeiten im Vollamt aus, die übrigen Gemeinderäte im Nebenamt (siehe auch Liste der Gemeindeammänner von Wettingen).
Die sieben Gemeinderäte der Amtsperiode 2022–2025 sind:
- Roland Kuster (Die Mitte), Gemeindeammann
- Markus Maibach (SP), Vizeammann
- Martin Egloff (FDP)
- Kirsten Ernst (SP)
- Philippe Rey (parteilos)
- Sandro Sozzi (Die Mitte)
- Markus Haas (FDP)

### Judikative
Für Rechtsstreitigkeiten ist in erster Instanz das Bezirksgericht Baden zuständig. Wettingen ist Sitz des Friedensrichterkreises IV, der sechs Gemeinden im Osten des Bezirks umfasst.

### Nationale Wahlen
Bei den Schweizer Parlamentswahlen 2019 betrugen die Wähleranteile in Wettingen: SVP 23,87 %, SP 20,32 %, Mitte 13,32 %, FDP 12,96 %, glp 10,37 %, Grüne 10,20 %, EVP 6,26 %.

## Wirtschaft
In Wettingen gibt es gemäss der im Jahr 2015 erhobenen Statistik der Unternehmensstruktur (STATENT) rund 8600 Arbeitsplätze, davon 1 % in der Landwirtschaft, 24 % in der Industrie und 75 % im Dienstleistungsbereich. Dabei registrierte man 23 Landwirtschaftsbetriebe, 180 Industriebetriebe und 1093 Dienstleistungsunternehmen. In Wettingen gibt es keine grossen Konzerne, dafür aber eine Vielzahl kleiner und mittlerer Unternehmen (KMU). Die Gemeinde zählte etwa gleich viele Weg- wie Zupendler. Viele Erwerbstätige arbeiten in Baden, im Limmattal oder in Zürich. Das Elektrizitätswerk der Stadt Zürich (EWZ) betreibt ein Laufkraftwerk, zu dem eine 29 Meter hohe Gewichtsstaumauer an der Limmat zwischen Wettingen und Neuenhof gehört (siehe Stausee Wettingen). Im Ort ist der Verlag der Zeitschrift Jazztime ansässig.

## Verkehr

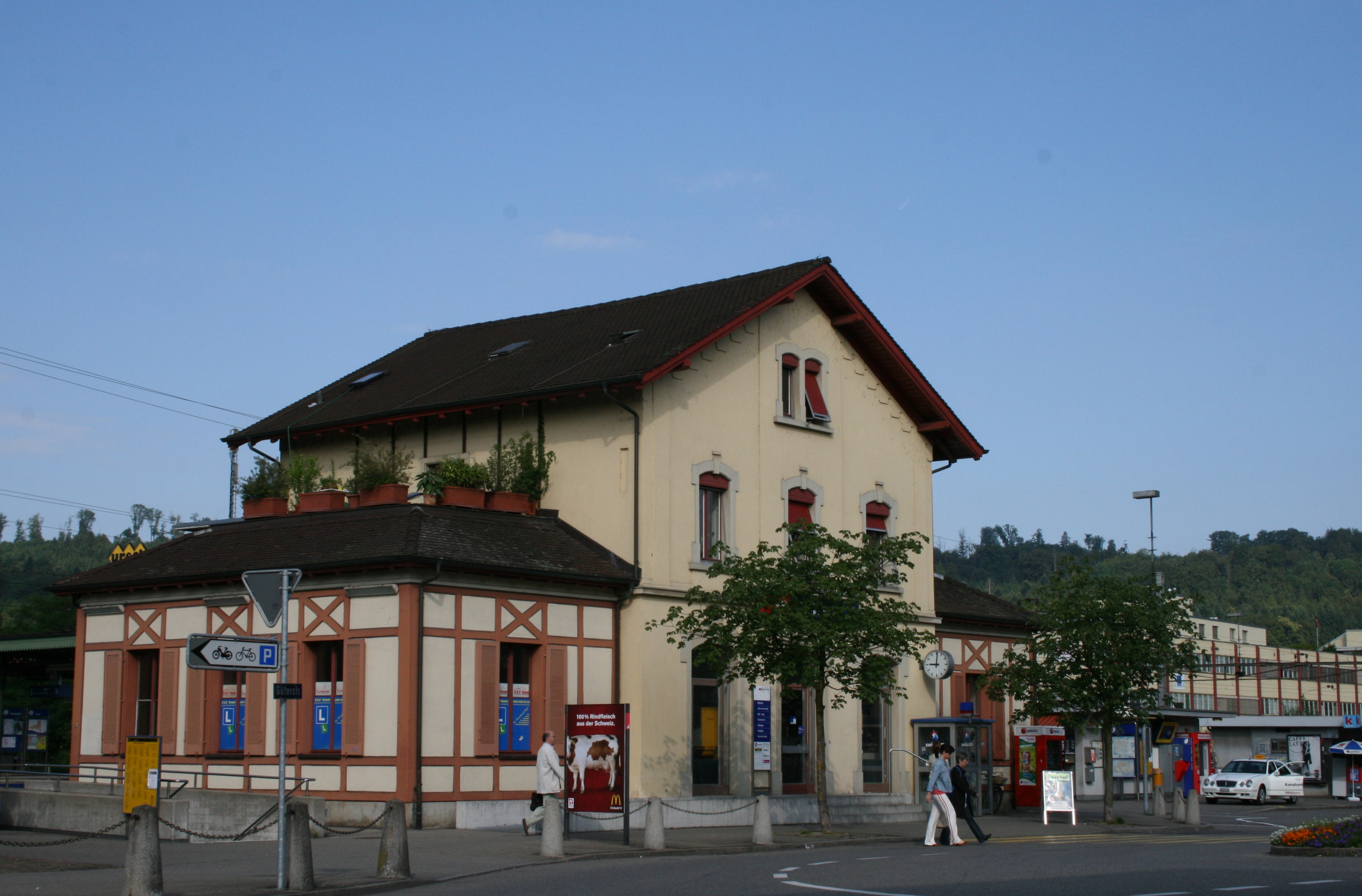
Bahnhof Wettingen

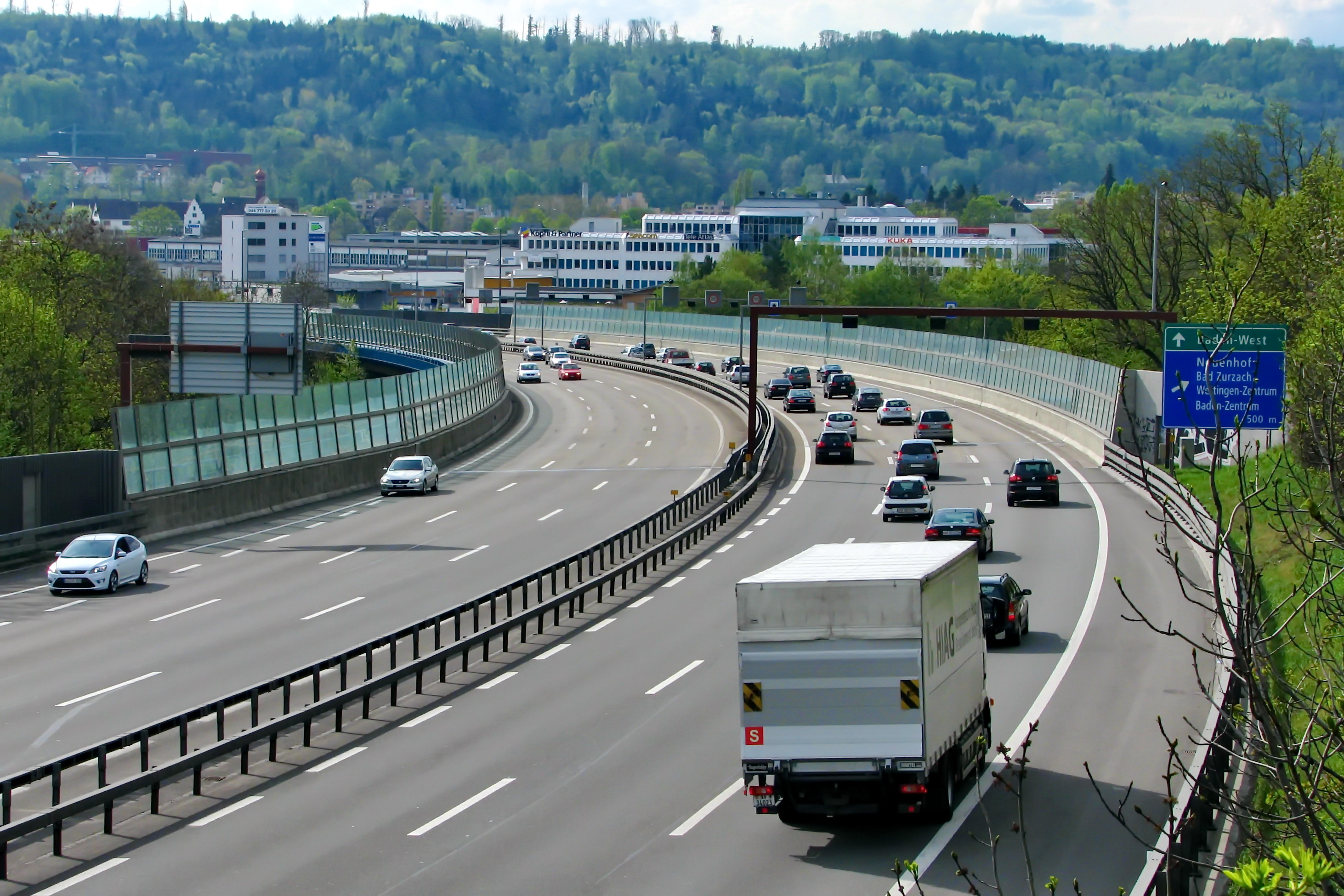
Die A1 bei Wettingen

Südlich der Gemeinde verläuft die Autobahn A1. Wettingen ist von zwei Autobahnanschlüssen aus gut zu erreichen, der Ausfahrt Wettingen-Ost und der Ausfahrt Neuenhof. Wichtige Hauptstrassen führen von Wettingen aus durch das Limmattal und das Furttal. In Wettingen wurde 1987 beim Rathaus der erste Kreisverkehr im Kanton Aargau eingeweiht. Die wichtigste innerörtliche Strasse ist die Landstrasse, deren Verlauf der Kantonsstrasse 295 entspricht.
Der Bahnhof Wettingen wird durch zwei Linien der S-Bahn Zürich bedient. Die S6 fährt durch das Furttal, die S12 durch das Limmattal und dann jeweils weiter nach Baden bzw. Brugg. Weitere direkte Verbindungen führen über Aarau nach Olten und zu Stosszeiten durch das untere Aaretal nach Koblenz. Die Eisenbahnlinie nach Lenzburg wurde am 12. Dezember 2004 für den Personenverkehr geschlossen. Der nächste Bahnhof mit Schnellzugshalt ist Baden. Die Gesellschaft Regionale Verkehrsbetriebe Baden-Wettingen (RVBW) betreibt ein dichtes Netz von Buslinien in Wettingen, Baden und zehn weiteren Gemeinden in der Umgebung; sechs Linien erschliessen das Wettinger Gemeindegebiet.
An Wochenenden verkehren eine Nacht-S-Bahn-Linie (Winterthur–Zürich HB–Baden–Brugg–Wildegg–Aarau) sowie Nachtbuslinien vom Bahnhof Baden nach Dietikon und Würenlos.

## Bildung
Die Gemeinde betreibt 18 Kindergärten und einen Sprachheilkindergarten. Die Primarschule ist in vier Schulen mit fünf Schulhäusern organisiert: Altenburg, Margeläcker und Dorf (letztere mit den Standorten Sulperg und Lägern) für die 1.-4.-Klässler und das Schulhaus Zehntenhof für die 5.- und 6.-Klässler. Die Real- und die Sekundarschule sind zur Sereal zusammengefasst und sind im Schulhaus Margeläcker. Die Bezirksschule liegt an der Alberich-Zwyssig-Strasse gegenüber dem Rathaus. Seit 1976 ist in den Gebäuden des ehemaligen Klosters die Kantonsschule Wettingen untergebracht, die eng mit der Kantonsschule Baden kooperiert. Weitere Schulen von Bedeutung sind die Heilpädagogische Sonderschule und die 1962 gegründete Volkshochschule.

## Sportvereine
Bedeutende Sportvereine sind der Fussballverein FC Wettingen, der TC Wettingen und der Hockeyverein HC Rotweiss Wettingen.

## Persönlichkeiten

### Ehrenbürger
- Josef Koch, Pfarrer (1874)[23]
- Julius Waldesbühl, Pfarrer (1918)
- Lothar Hess, Gemeindeammann (1993)
- Toni Businger (1934–2019), Bühnen- und Kostümbildner (2005)
- Markus Dieth (* 1967), Politiker, Ehrenbürger der Ortsbürgergemeinde (2016)
- Karl Frey (* 1944), Gemeindeammann, Ehrenbürger der Einwohnergemeinde und Ortsbürgergemeinde (2007)
- Philipp Vock (* 1952), Förster, Ehrenbürger der Ortsbürgergemeinde (2014)

### In Wettingen geboren
- Karl Attenhofer (1837–1914), Musikdirektor
- Traugott Sandmeyer (1854–1922), Chemiker
- Rufin Steimer (1866–1928), Kapuzinerprediger und erster Präsident der Schweizer Caritas
- Alfred Wyrsch (1872–1924), Politiker
- Eduard Spörri (1901–1995), Bildhauer
- Walter Huser (1903–1981), Bildhauer
- Ernst Haller (1910–1986), Politiker
- Heiny Widmer (1927–1984), Lehrer, Maler und Museumsleiter des Aargauer Kunsthaus
- Gustav Meier (1929–2016), Dirigent und Musikpädagoge
- Anton Egloff (1933–2025), Bildhauer
- Toni Businger (1934–2019), freischaffender Bühnen- und Kostümbildner
- Heinz Hausheer (1937–2024), Rechtswissenschaftler und Hochschullehrer
- Christian Müller (* 1944), Journalist
- Ruedi Sommerhalder (* 1947), Bildhauer
- Rainer Klausmann (* 1949), Kameramann
- Ruedi Meier (* 1949), Ökonom, Raumplaner und Energiespezialist
- Fritz Huser (* 1952), Maler und Illustrator
- Herbert Bolliger (1953–2025), Manager
- Urs Blöchlinger (1954–1995), Jazzmusiker
- Eric Hattan (* 1955), Konzept-, Video-, Performance- und Installationskünstler
- Hans Eberhart-Rogenmoser (1956–2023), Militärhistoriker
- Bernhard M. Hämmerli (* 1958), Informatiker
- Eva Scheurer (* 1958), Schauspielerin
- Ingrid Deltenre (* 1960), Managerin
- Bruno Meier (* 1962), Historiker und Verleger
- Hanna Scheuring (* 1965), Schauspielerin und Theaterleiterin
- Markus Somm (* 1965), Journalist
- Tobias Straumann (* 1966), Wirtschaftshistoriker
- Monika Schärer (* 1968), Fernseh- und Hörfunkmoderatorin
- José Maria Larocca (* 1969), argentinischer Springreiter
- Marianne Engel (* 1972), Fotografin, Biochemikerin, Objekt- und Videokünstlerin
- Patrick von Castelberg (* 1973), Tenor
- Wolfgang Zwiauer (* 1973), Jazzmusiker
- Patrick Bannwart (* 1974), Bühnen- und Kostümbildner sowie Videodesigner
- Andreas Camenzind (* 1982), Eishockeyspieler
- Marcel Käufeler (* 1994), Curlingspieler
- Michelle Heimberg (* 2000), Wasserspringerin, Vize-Europameisterin
- Seraina Piubel (* 2000), Fussballspielerin

### Weitere Persönlichkeiten
- Johann Daniel Elster (1796–1857), deutscher Musikprofessor und Chorleiter
- Alberich Zwyssig (1808–1854), Komponist der Schweizer Nationalhymne
- Hans Schmid (1879–1911), Pilot
- Karl Grenacher (1907–1989), Musikpädagoge, Musikdirektor am Lehrerseminar Wettingen
- Ilse Weber (1908–1984), Malerin und Zeichnerin
- Max Voegeli (1921–1985), Schriftsteller
- Fritz Senft (1922–1997), Schriftsteller
- Elisabeth Schmid (1923–2014), Politikerin und erste Aargauer Grossratspräsidentin
- Max Knecht (1929–2016), Politiker
- Henning Paur (* 1943), deutscher Jazzmusiker und Chirurg
- Heiner Studer (* 1949), Politiker
- Doris Stump (* 1950), Politikerin
- Werner Hartmann (* 1953), Informatikdidaktiker
- Margrit Wahrstätter (* 1954), Politikerin und erste und bisher einzige Einwohnerratspräsidentin
- Antoinette Eckert (* 1956), Politikerin
- Bernhard Müller, (* 1957) ehem. Kommandant der Schweizer Luftwaffe
- Roland Kuster (* 1959), Politiker
- Thomas Bodmer (* 1960), Politiker
- Antoinette Hunziker (* 1960), Unternehmerin und Bankfachfrau
- Monica Cantieni (* 1965), Schriftstellerin
- Yvonne Feri (* 1966), Politikerin
- Lutz Fischer (* 1967), Politiker
- Jörg Stiel (* 1968), Fussballtorhüter
- Karin Suter-Erath (* 1970), Behindertensportlerin
- Daniel Notter (* 1972), Politiker
- Lilian Studer (* 1977), Politikerin
- Lea Schmidmeister (* 1983), Politikerin
- Michaela Huser (* 1987), Politikerin